# Еудоксија Ласкарис
Евдокија Ласкарис (Никеја у Битинији, 1245/1248 – Сарагоса, 1311) била је члан византијске династије Ватац, ћерка византијског цара Теодора II Ласкариса Ватаца, и супруга Вилијама-Петра I ди Тенда, родоначелника породице Ласкарис-Вентимилиа. Када је отишла у Арагон, у старијем добу, била је позната као Ирина Ласкарис.

## Породица
Евдокија је била четврта ћерка никејског цара Теодора II Ласкариса Ватаца и Елене Асен, ћерке цара Јована Асена II Бугарског. Евдокија је одрасла као принцеза на двору Никеје, где је живела и (Констанција) царица Ана Хоенштауфен, удовица њеног деде цара Јована III Дуке Ватаца. Док је била млада, њена породица је обећала краљевској породици Арагона да ће је дати за невесту, будућем краљу Перeу III од Арагона. Након узурпације престола од стране Палеолога, обе даме (удовица царица Констанција и принцеза Евдокија) су отишле, путујући истим путем од Константинопоља до Тенде и Сицилије, а годинама касније обе су тражиле заштиту у краљевству Арагон под краљем Ђаумеом I.

## Брак и потомство
Убрзо након поновног освајања Константинопоља 1261. године, цар Михаило VIII Палеолог, до тада намесник и цар - савладар малолетног цара Јована IV Ласкариса Ватаца, прогласио се за цара. Да би стабилизовао свој положај, наредио је да се цар Јован IV ослепи и затвори. Јованове три сестре, међу којима и Евдокију, на брзину је удао за странце, тако да се њихови потомци не би могли сматрати царевим наследницима.
Млада Евдокија се први пут удала у Константинопољу 28. јула 1261. године, први супруг био је гроф Гуљелмо Пјетро - Вентимиглиа и Тенде (1230-1283), гроф Вентимиља и Тенде, регион Лигурије, који је у то време био вазал Ђенове, савезника цара Михаила VIII. Из овог брака настала је династија Ласкариса де Винтимила, која је до 19. века била истакнута француска породица.
Евдокиа и Пиетро су имали седморо деце:
- Лукреција Ласкарис ди Вентимиља (1264 – 1314), неудата и без деце.
- Ђовани Ласкарис ди Вентимиља, гроф од Вентимиље и Тенде (1264 – око 1323), оженио се Менцијом ди Монтферато и имали су једног сина и три ћерке. Потомак је Беатрис Ласкарис ди Тенда, супруга Филипа Марије Висконтија, војводе од Милана.
- Беатрис Ласкарис ди Вентимиља, удата за Гилема де Монткаду.
- Ватaца Ласкарис ди Вентимиглиа (Вентимилиа или Арагон, 1268 или око 1272 – Коимбра, око 1336, сахрањен у старој катедрали у Коимбри), у служби краљице Елизабете од Португалије, даме почасти португалског краља Алфонса IV, Дама ордена Сантиаго до Цацем и Синес, итд. Прво се удала 1285. или 1288. за Мартима Анеса де Совероса, који је умро 30. маја 1296. године, без потомства, затим, после 1296. године, за Педра Јордана де Уријеса, господара Лоаре, који је умро 1350. године, који се истакао у служби; круна Арагона на Сицилији која помаже Алфонсу III од Арагона против племића Уније и имали су једног сина.
- Ђакомо Ласкарис ди Вентимиглиа.
- Ото Ласкарис ди Вентимиља.
- Јоланда Ласкарис ди Вентимиља, удата за Педра, барона од Ајербеа, унука Ђаумеа I Арагонског из трећег брака.

Пре него што је навршила 30 година, Евдокија је са својим ћеркама Беатриче и Ватацом напустила Лигирију и одлази у Арагон. Неки кажу да је отишла у тренутку смрти свог мужа или да ју је он избацио. Живела је у Сативи, Сарагоси и Кастели и путовала у дипломатске мисије за краља Ђаумеа II од Арагона.
Године 1281. удала се по други пут за Арнауа Роџера де Комингеса, грофа од Паларс-Субира, који је умро 1288. године. Из овог брака било је четворо деце:
- Сибила де Паларс, грофица од Паларс-Субира, удала се 1297. године за Хуга VIII де Матаплана, барона од Матаплане и, као Сибилин муж, гроф од Паларс-Субира, са којим је имала два сина.
- Беатрич де Паларс, удала се око 1300. године за Гилена IV де Англесола, господара Белпуига, који је умро 1333. године, и са њим је имала ћерку.
- Виолента де Паларс око 1284 – 1311, оженио се око 1300. године Ксимен Цорнел, удовицем Марије Перез де Аербе који нису имали деце, и имали су три сина и две ћерке.
- непознато де Палардово дете.

## Позне године
Године 1296. основала је манастир Ред покајника Свете Кларе и манастир Маре де Диеу де ла Сера на Белој гори, у који је приступила од краја 1306. године. Манастиру је поклонила и италијанску икону Богородице, која се и данас налази у манастиру. Њено тело почива у доминиканском самостану у Сарагоси.